# Homalomena batoeensis
Homalomena batoeensis är en kallaväxtart som beskrevs av Adolf Engler. Homalomena batoeensis ingår i släktet Homalomena och familjen kallaväxter. Inga underarter finns listade.